# Villewälder
Koordinaten: 50° 46′ 46″ N, 6° 51′ 1″ O
Das Naturschutzgebiet Villewälder liegt auf dem Gebiet der Gemeinde Weilerswist im Kreis Euskirchen in Nordrhein-Westfalen.
Das aus zwei Teilflächen bestehende Gebiet erstreckt sich nördlich des Kernortes Weilerswist und östlich von Bliesheim, einem Stadtteil von Erftstadt, direkt an der am nordwestlichen Rand vorbeiführenden A 553. Westlich verläuft die A 1 und südwestlich die A 61. Durch das Gebiet hindurch verläuft die Landesstraße L 194, westlich und südlich fließt die Swist.

## Bedeutung
Für Weilerswist ist seit 2003 ein 346,01 ha großes Gebiet unter der Kenn-Nummer EU-115 als Naturschutzgebiet ausgewiesen. Die Unterschutzstellung erfolgt zur Erhaltung und Entwicklung von Lebensräumen und Tier- und Pflanzenarten von gemeinschaftlichem Interesse.